# Alboloduy
Alboloduy er en by og kommune i det sydøstlige Spanien i provinsen Almería. Den har et indbyggertal på 585 (2024) indbyggere.